# Ontario Hockey Federation
La Ontario Hockey Federation è l'organo che governa l'hockey su ghiaccio nella provincia dell'Ontario in Canada, a parte che per quelle porzioni governate dell'Hockey Northwestern Ontario e dall'Ottawa District Hockey Association.  Fa parte dell'Hockey Canada.

## Leghe governate
| Lega                                | Abbreviazione | Classifica                                                       |
| Alliance Hockey                     | Alliance      | Minor AAA, AA, A                                                 |
| Greater Toronto Hockey League       | GTHL          | Minor AAA, AA, A                                                 |
| Northern Ontario Hockey Association | NOHA          | Minor AAA fino alla D e la Northern Ontario Junior Hockey League |
| Ontario Hockey Association          | OHA           | Junior A, B, C, Development e Senior                             |
| Ontario Hockey League               | OHL           | Major Junior                                                     |
| Ontario Minor Hockey Association    | OMHA          | Minor AAA fino alla D                                            |